# أيام المدرسة (لعبة فيديو)
أيام المدرسة (بالإنجليزية: School Days) هي عبارة رواية مرئية ،شريحة من الحياة مثيرة يابانية صدرت في 28 أبريل 2005 تم نشرها في البداية حصريًا لمنصة مايكروسوفت ويندوز، تم تحويلها لاحقًا لمسلسل أنمي ومانغا وروايات خفيفة.
تم إنشاء نسخة منها لمنصات بلايستيشن 2 (بي إس 2) و بلايستيشن بورتابل (بي إس بي ).تدور القصة حول ماكوتو إيتو ، و هو طالب في المدرسة الثانوية الذي وقع في حب العديد من الفتيات خلال سنته الثانية . لعبة أيام المدرسة لها نهايات متعددة حسب اختيارات اللاعب. أصبحت بعض هذه النهايات فيما بعد سيئة السمعة بسبب عنفها التصويري حيث بها علاقات جنسية صريحة بين البطل و البطلات .
أعلنت شركة أوفر فلو 0verflow عن العمل على مشروعهم أيام المدرسة في أكتوبر 2004 و قاموا بتسويقه من خلال إظهار استخدام اللعبة المبتكر لمشاهد الرسوم المتحركة و التمثيل الصوتي. بعد نجاحها ، أنتجت شركة أوفر فلو 0verflow العديد من الأجزاء المتممة للقصة ، بما في ذلك جزء من القصة الأصلية المسماة أيام الصيف Summer Days ، و قصة موازية تسمى أيام المفترقة Cross Days. طورت شركة كلون لعبة أخرى تسمى أيام الجزيرة كقصة عرضية بشكل خاص للعمل على جهاز Nintendo 3DS. و تم إصدار أيام المدرسة أتش كيو School Days HQ في أكتوبر 2010 ، وتم نشرها في قارة أمريكا الشمالية في يونيو 2012 . و أصبحت اللعبة الأصلية غير متاحة للشراء بعد أبريل 2011.
. تم تحويل اللعبة لمانجا و تم نشرها مجلة كومب آيس التابعة لشركة النشر كادوكاوا شوتين و تم نشره لاحقًا في مجلدين تانكوبون. كما تم نشر مختارات هزلية و روايات خفيفة و كتب فنية ، و كذلك دراما الصوتية والعديد من ألبومات الموسيقى. كما تم إنتاج مسلسل تلفزيوني للرسوم المتحركة و حلقتين خاصتين أوفاتين و فيلم موسيقي ، أصبح أولها لميم مقدمةلإنترنت و تم سحب نهايته من البث.

## وصلات خارجية
- أيام المدرسة في قاعدة بيانات الرواية المرئية